# Vere Beauclerk, 1. baron Vere
Vere Beauclerk, 1. baron Vere (14. července 1699 – 21. října 1781), do roku 1750 znám jako Lord Vere Beauclerk) byl britský admirál, politik a dvořan, pocházel z nemanželského potomstva krále Karla II. Od dětství sloužil v námořnictvu, později byl dlouholetým poslancem Dolní sněmovny. Ve správě Royal Navy zastával funkci prvního námořního lorda (1746–1749) a v roce 1748 dosáhl hodnosti admirála. Jako mladší syn vévody užíval od narození titul lorda, v roce 1750 byl s peerským titulem barona povolán do Sněmovny lordů.

## Životopis
Narodil se jako třetí syn Charlese Beauclerka, 1. vévody ze St Albans (1670–1723), nemanželského syna krále Karla II. Matka Diana (1679–1742) pocházela ze starého rodu de Vere, byla dcerou 20. hraběte z Oxfordu a v letech 1714–1717 nejvyšší hofmistryní princezny waleské. Vere od čtrnácti let sloužil u Royal Navy, v roce 1717 byl jmenován poručíkem a již v roce 1721 dosáhl hodnosti kapitána. V letech 1722–1727 sloužil ve Středozemním moři, poté krátce velel u břehů Kanady, aktivní službu zakončil opět ve Středomoří pod velením admirála Charlese Wagera (1731–1738). Mezitím byl zvolen do Dolní sněmovny a za stranu whigů byl poslancem přes dvacet let. Nejprve zastupoval volební obvod Windsor (1726–1741), poté byl poslancem za přístav Plymouth (1741–1750). Uplatnil se v námořní administraci a v letech 1732–1738 byl mimořádným komisařem pro námořnictvo. Poté byl jedním z lordů admirality (1738–1742 a 1744–1746) a nakonec prvním námořním lordem (1746–1749). Mimo aktivní službu na moři dosáhl později hodností kontradmirála (1745), viceadmirála (1746) a nakonec admirála (1748). Svou ambici získat peerský titul deklaroval mezi vlivnými přáteli již v roce 1746, přičemž zdůrazňoval své zásluhy o stát, které přitom nebyly nijak zásadní. Do Sněmovny lordů se nicméně dostal v roce 1750 s titulem barona z Hanworthu. Později zastával funkci lorda-místodržitele v hrabství Berkshire (1761–1771). Dlouhodobě působil také ve funkci viceprezidenta charitativní nemocnice pro opuštěné děti v Londýně (1739–1756 a 1758–1767).

## Rodina
Dne 13. dubna 1736 se v Londýně oženil s Mary Chambersovou (1714–1783) z rodiny zbohatlé v koloniích. Pár měl šest dětí:
- Vere Beauclerk (12. ledna 1737 – 26. prosince 1739)
- Chambers Beauclerk (22. února 1738 – 16. července 1747)
- Sackville Beauclerk (12. dubna 1739 – 25. dubna 1739)
- Aubrey Beauclerk, 5. vévoda ze St Albans (3. června 1740 – 9. února 1802)
- Elizabeth Beauclerková (červenec 1742 – duben 1746)
- Mary Beauclerk (4. prosince 1743 – 13. ledna 1812); provdala se za Charlese Spencera, syna 3. vévody z Marlborough

Přes svou manželku byl Vere švagrem vlivného politika 2. hraběte Temple.